# Epipona quadrituberculata
Epipona quadrituberculata är en getingart som först beskrevs av Giovanni Gribodo 1892. 
Epipona quadrituberculata ingår i släktet Epipona och familjen getingar. Inga underarter finns listade i Catalogue of Life.